# Das Odfeld
Das Odfeld ist zugleich Name und Schauplatz eines Romans von Wilhelm Raabe. Er erschien zuerst 1888 (auf 1889 vordatiert) und erzählt die Geschichte des Lehrers Noah Buchius, der in der ehemaligen Klosterschule zu Amelungsborn (heute Campe-Gymnasium Holzminden) seinen Ruhestand verbringt. Im Laufe des Textes wird er in die Wirren des Siebenjährigen Krieges verstrickt, der im Jahre 1761 über die Klosteridylle hereinbricht. Dies kündigt sich im 3. Kapitel in der gigantischen Luftschlacht zweier Rabenheere an. Wilhelm Raabe hat durch seine Geburtsstadt Eschershausen, die drei Kilometer von der Hochebene Odfeld entfernt liegt, eine persönliche Beziehung zu den Handlungsorten des Romans.

## Inhalt
Das Odfeld  ist ein historischer Roman, dessen Handlung sich auf vierundzwanzig Stunden beschränkt – den Zeitraum zwischen dem 4. und 5. November 1761. Ort des Geschehens ist das seinerzeit Braunschweiger Land zwischen den Höhenzügen Ith und Solling, das zu dem Zeitpunkt von den Ereignissen des Siebenjährigen Krieges geprägt war. Die zentrale Figur des Romans ist der sechzigjährige Magister Noah Buchius, der nach dreißig Jahren Tätigkeit für die Klosterschule zu Amelungsborn auf dem Kloster zurückgelassen wird, als die Schule in das benachbarte Holzminden umzieht.
Am Nachmittag des 4. Novembers werden der Magister und der Klosteramtmann auf dem Odfeld Zeugen einer mächtigen Vogelschlacht, bei der sich Rabenschwärme aus dem Norden und dem Süden bekämpfen. Der Magister deutet diesen Kampf als „Prodigium“ – ein unheilvorhersagendes Vorzeichen für die bevorstehenden Kriegsgeschehnisse. Zum Missfallen des abergläubischen Klosteramtmanns nimmt Buchius einen Raben, der in dieser Schlacht verletzt worden ist, mit nach Hause in das Kloster. In der Nacht zum 5. November taucht Thedel von Münchhausen in dem Kloster zu Amelungsborn auf. Er ist ein ehemaliger Schüler von Buchius und möchte sich von diesem verabschieden, bevor er sich als Soldat für das Heer des Herzogs Ferdinand von Braunschweig meldet, um im Krieg gegen die Franzosen zu kämpfen. Allerdings ist Buchius nicht der einzige Grund, weshalb Thedel das Kloster aufsucht. Er will sich außerdem von der Jungfer Selinde Fegebank verabschieden, in die er verliebt ist und die als Nichte des Amtmanns ebenfalls im ehemaligen Kloster lebt.
Am frühen Morgen schaffen es die Franzosen, in das Kloster einzudringen. Thedel kann Selinde sowie den Magister und den Klosteramtmann vor dem Tod bewahren. Zusammen mit Selinde und zwei weiteren Bewohnern des Klosters gelingt es ihm, den Franzosen zu entkommen und aus dem Kloster zu fliehen. Nachdem die Franzosen wieder gegangen sind, wirft der Amtmann den Magister aus dem Kloster, mit der Begründung, dass er durch den Raben, den er von der Schlacht mitgenommen hat, Unglück über das Kloster gebracht habe.
Auf dem Odfeld trifft der Magister auf die restlichen Geflohenen aus dem Kloster. Sie tauchen alle zusammen in einer Höhle unter, während um sie herum Kriegsschlachten ausgetragen werden. Angeleitet von dem weisen und erfahrenen Magister Noah Buchius bestehen die Flüchtlinge in vielen gefährlichen Situationen. Thedel von Münchhausen, der sich im weiteren Verlauf des Geschehens dem Heer des Herzogs anschließt, fällt in den Kriegswirren. Am Ende der Handlung, nach Weiterzug der Heere, führt der Magister seine Schützlinge wieder zurück in das Kloster.

## Ausgaben
- Das Odfeld. Von Wilhelm Raabe. In: Nationalzeitung. Berlin 1. April 1888 ff.
- Das Odfeld. Eine Erzählung von Wilhelm Raabe. Leipzig (Elischer) 1889. Digitalisat und Volltext im Deutschen Textarchiv
- Raabe, Wilhelm: Das Odfeld. Eine Erzählung. Stuttgart 1977.
- Wilhelm Raabe: Das Odfeld. In: Sämtliche Werke. Im Auftrag der Braunschweigischen Wissenschaftlichen Gesellschaft nach dem Tode von Karl Hoppe besorgt von Jost Schillemeit. Band 17. Bearb. von Karl Hoppe u. Hans Oppermann. Göttingen (Vandenhoeck & Ruprecht) 1966 (2., durchges. Aufl. 1981, besorgt von Eberhard Rohse), S. 5–220; Kommentar S. 399–446, Nachträge S. 481–486. ISBN 3-525-20135-4.
- Wilhelm Raabe: Das Odfeld. Stuttgart (Reclam) 1998, ISBN 3-15-009845-9.
- Wilhelm Raabe: Das Odfeld. Hannover (hohesufer.com) 2010, ISBN 978-3-941513-08-2.